# Toni Šunjić
Toni Šunjić (Mostar, 15 de dezembro de 1988) é um futebolista bósnio que atua como zagueiro. Atualmente, joga pelo Dínamo Moscou.
Šunjić iniciou sua carreira profissional em Zrinjski Mostar, que o emprestou a Kortrijk em 2010. Em 2012, ingressou na Zorya Luhansk. Dois anos depois, ele se mudou para Kuban Krasnodar. No ano seguinte, Šunjić foi transferido para o VfB Stuttgart, que o emprestou a Palermo em 2017. Mais tarde naquele ano, ele assinou com o Dynamo Moscow.
Um ex-internacional da juventude para a Bósnia e Herzegovina, Sunjic fez sua estréia internacional sênior em 2012, ganhando 40 tampas desde então. Ele representou a nação em seu primeiro grande torneio, a Copa do Mundo da FIFA 2014.

## Carreira

### Início de carreira
Šunjić começou a jogar futebol no clube local Branitelj, antes de ingressar na academia de jovens de Zrinjski Mostar em 1998. Ele estreou profissionalmente nas eliminatórias da UEFA Europa League contra o Partizan em 2 de agosto de 2007 aos 18 anos. Um ano mais tarde, em 3 de agosto de 2008, ele marcou seu primeiro gol profissional contra o Borac Banja Luka
Em agosto de 2010, Šunjić assinou um empréstimo de uma temporada com o time belga Kortrijk.
Em fevereiro de 2012, ele ingressou no clube ucraniano Zorya Luhansk.
Em 9 de julho de 2014, ele foi transferido para a equipe russa Kuban Krasnodar, com contrato de três anos.

### Zrinjski Mostar
Sunjic começou a carreira no Zrinjski Mostar, em 2007.[carece de fontes?]

### VfB Stuttgart
Em 27 de agosto de 2015, Šunjić assinou um contrato de três anos com o time alemão VfB Stuttgart. Ele marcou em sua estréia oficial pelo clube, em uma derrota por pouco contra o Hertha BSC em 12 de setembro.
Apesar do rebaixamento do VfB Stuttgart para a 2. Bundesliga em maio de 2016, Šunjić decidiu permanecer no clube. No entanto, não conseguindo o tempo de jogo desejado, em janeiro de 2017, ele foi enviado para o lado italiano de Palermo com um empréstimo de seis meses.

### Dínamo Moscou
Em junho de 2017, Šunjić assinou um contrato de dois anos com o Dynamo Moscow. Ele fez sua estréia competitiva pela equipe em um empate contra o rival da cidade Spartak Moscou em 18 de julho. Em 3 de novembro, ele marcou seu primeiro gol pelo clube, em um jogo fora contra o Ural.
Em 24 de junho de 2019, Šunjić prolongou seu contrato com o Dínamo de Moscou até junho de 2021, com opção por mais um ano.

## Seleção
Foi convocado à Copa do Mundo FIFA de 2014, no Brasil. Na histórica participação da Seleção da Bósnia e Herzegovina de Futebol.

## Títulos
Zrinjski Mostar
- Bosnian Premier League: 2008–09
- Bosnian Cup: 2007–08